# Dorstenia bicaudata
Dorstenia bicaudata là một loài thực vật có hoa trong họ Moraceae. Loài này được Peter mô tả khoa học đầu tiên năm 1932.